# Théognoste (métropolite de Kiev)
Théognoste, métropolite de Kiev (mort le 11 mars 1353) et de toute la Russie, occupa le premier siège épiscopal des terres russes et ukrainiennes de 1328 à 1353.

## Sources et bibliographie
- Michel Mollat du Jourdin et André Vauchez, Histoire du christianisme, tome 6, pages 255 à 258, Les Églises russes.